# Johann Gottlieb Goldberg
Johann Gottlieb (Teophilus) Goldberg (Danzig, 1727. március 14. – Drezda, 1756. április 13.) német csembalóvirtuóz, orgonista, késő barokk-preklasszicista zeneszerző. Ennek ellenére legtöbben csak a róla elnevezett Johann Sebastian Bach mű, a Goldberg-variációk (BWV 988) miatt ismerik.

## Élete
Valószínűleg német ősökkel bírt, és Danzigban született, ami akkoriban a Német Lovagrend fennhatósága alá tartozott.
Nem sok konkrétum ismert gyermekkoráról. Ami biztos: már korán megmutatkozott tehetsége, ami Hermann Karl von Keyserlingk (Szászország akkori orosz nagykövete) figyelmét felkeltette, 1737 körül.
Goldberg állítólag Johann Sebastian és Wilhelm Friedemann Bachnál (J. S. idősebb fiánál) is tanult, bár hogy mikor, azt nem tudjuk; Goldberg J.S. Bachnál talán 1737 után, nem sokkal miután Keyserlingk felismerte tehetségét Danzigban, W. F. Bachnál 1745 előtt valamikor, miután W.F. Bach Drezdában Keyserlingk lett a hűbéres.
Életének leghíresebb része, ami 1741-ben történt, J.S. Bach életrajzírója, Johann Nikolaus Forkel szerint így történt:
„[A báró] aki gyakorta megfordult Lipcsében és magával hozta fent nevezett Goldberget, hogy Bachnál zenére taníttassa. A gróf gyakran betegeskedett és ilyenkor álmatlan éjszakái voltak. A házában lakó Goldbergnek ilyenkor a szomszéd szobában kellett töltenie az éjszakát, és az álmatlanságban szenvedőnek valamit muzsikálnia. A gróf egyszer említette Bachnak, hogy szeretne néhány zongoradarabot Goldberg számára, amelyeknek lágy és vidám hangulata kellemessé tehetné álmatlan éjeit. Bach úgy gondolta, e kívánságnak legalkalmasabban változatokkal tehet eleget, noha ezeket mindeddig, változatlan alapharmóniáik miatt hálátlan feladatnak tartotta. Miként azonban ez idő tájt már minden darabja remekmű volt, így keze alatt ezek a változatok is remekművekké váltak. E műfajra csak egyetlen példát szolgáltatott. Később a gróf ezeket a saját változatainak nevezte; nem győzött betelni hallgatásukkal, és hosszú időn át csak ennyit mondott, mikor álmatlan éjszakák jöttek: Ugyan kedves Goldberg, játssz már el egyet a változataim közül. Bach talán még egy művéért sem kapott ehhez hasonló gazdag díjat. A gróf 100 Lajos-arannyal telt arany serleggel ajándékozta meg. De lett volna bár ezerszer nagyobb az ajándék, akkor sem érhetett volna fel a mű értékével.”
Ugyan sokan megkérdőjelezik Forkel történetének hitelességét, de mivel Goldberg korának virtuóz előadója volt, épp Keyserlingk alkalmazásában volt, aki épp Lipcsében tartózkodott, és Bach lipcsei kantátáinak és Goldberg műveinek hasonlósága mind tanár-diák viszonyt mutat, ami alapján a történet valóságtartalmához nem nagyon férhet kétség.
Goldberg kb. 1745-ig a követ alkalmazásában maradt, majd a dokumentumokból 1750-ig eltűnik, ahol is egy W. F. Bach által 1767-ben ismertetett koncert szereplője volt. 1751-től báró Heinrich von Brühl „bérelte”, akinek rövid élete végéig szolgálatában maradt. Tuberkulózisban halt meg 29 éves korában és Drezdában, 1756. április 13-án hamvasztották el.

## Művei
Goldberg művei, mindamellett, hogy a nevét használó Bachnál sokkal kevésbé ismert, különböző stílusokban alkotott, ami az akkori változó zenei ízléssel teljesen összhangban volt.
Korai művei J. S. Bach kantátáival mutatnak hasonlóságot; későbbi művei a drezdai udvarban megismert gáláns hatást mutatják. Néhány kései műve, főleg versenyművek harmóniai nyelvezetben Carl Philipp Emanuel Bach-hal rokonok. Szinkópák, kromatika, és sokfajta karakterű melódiák jellemzik ezen műveit.
Művei: kantáták, 1740-es években Lipcséből; trioszonáták; billentyűs muzsika, például 24 polonéz, a 12 fokú hangsor mindegyik hangjáról; versenyművek csembalóra; és egy gyűjtemény korálelőjáték, melyek elvesztek.

## Fordítás
- Ez a szócikk részben vagy egészben  a   Johann Gottlieb Goldberg című angol Wikipédia-szócikk fordításán alapul.  Az eredeti cikk szerkesztőit annak laptörténete sorolja fel. Ez a jelzés csupán a megfogalmazás eredetét és a szerzői jogokat jelzi, nem szolgál a cikkben szereplő információk forrásmegjelöléseként.